# Ternium
Ternium is de grootste producent van vlakstaal in Latijns-Amerika en na Gerdau de grootste staalproducent op het continent. Het is ook een van de grotere staalproducenten in de wereld. De hoofdzetel is gevestigd in Luxemburg. Ternium is een dochteronderneming van de Argentijnse Techint-groep.

## Activiteiten
Ternium heeft achttien staalfabrieken in Mexico, Brazilië, Argentinië, Colombia, de Verenigde Staten en Guatemala. Het bezit ook 17% van Usiminas, een grote Braziliaanse vlakstaalproducent. De productiecapaciteit is zo'n 12,4 miljoen ton staal per jaar. Ruim de helft van de verkoop wordt gerealiseerd in Mexico, vijftien procent in Argentinië en veertien in de Verenigde Staten.
Ternium beschikt over twee ijzerertsmijnen in Mexico. Eén is eigendom van Ternium Mexico. De andere wordt in een joint venture met ArcelorMittal uitgebaat. In 2020 werd 3,8 miljoen ton van het gedolven erts aan derden verkocht.

## Geschiedenis
In 1969 bouwde Techint een koudwalserij in Argentinië. In 1992 nam het staalproducent Somisa over van de Argentijnse staat. De twee werden samengevoegd tot Siderar.
In 1998 verkocht de Venezolaanse staat staalproducent Sidor aan een consortium van Techint, het Mexicaanse Hylsamex en het Braziliaanse Usiminas. In 2005 werd Hylsamex overgenomen en werd alles samengevoegd tot Ternium. Een jaar later noteerde het nieuwe bedrijf op de Beurs van New York.
In 2008 werd Sidor opnieuw genationaliseerd door de regering van Hugo Chávez. Ternium werd gecompenseerd en behield een aandeel van tien procent.
In 2007 nam Ternium het Mexicaanse IMSA S.A.B. over, waarmee de groep ook uitbreidde naar Guatemala en de Verenigde Staten. In 2010 werd het Colombiaanse Ferrasa overgenomen. In 2012 verkreeg men een belang in Usiminas. In 2017 werd verder uitgebreid in Brazilië met de overname van Companhia Siderúrgica do Atlântico Sul (CSA) van ThyssenKrupp. In 2021 werd een nieuwe fabriek opgestart in Colombia.